# Patagonia (Arizona)
Patagonia è una località degli Stati Uniti d'America, situata nella contea di Santa Cruz, nello Stato dell'Arizona.